# 蒼い星
「蒼い星」（あおいほし）は、柴咲コウの28枚目のシングル（RUI、KOH+名義含む）。2014年8月27日にColourful Recordsから発売された。

## 概要
本作はColourful Records移籍後第一弾シングルで、前作から約4ヶ月ぶりとなるシングル。
表題曲「蒼い星」はテレビ東京系ドラマ『アオイホノオ』のエンディングテーマ。
カップリング曲「涙は宇宙に降る」は柴咲の声をもとに開発されたボーカロイド、「VOCALOID3 Library ギャラ子 NEO」を使用した楽曲。

## 収録曲
CD
1. 蒼い星
作詞：カミカオル・柴咲コウ／作曲・編曲：Jeff Miyahara・福田貴史
2. summer day
作詞：柴咲コウ／作曲：藤澤風緒／編曲：シライシ紗トリ
3. 涙は宇宙に降る/ギャラ子
作詞・作曲・編曲：ぺぺろんP
4. 蒼い星 (Instrumental)
5. summer day (Instrumental)
6. 涙は宇宙に降る（Instrumental)

DVD (初回限定盤のみ)
1. 蒼い星 (Music Video)
2. 蒼い星 (Music Video Making)
3. 蒼い星 (Oil Art Ver.)

## 収録アルバム
蒼い星
- 『KO SHIBASAKI ALL TIME BEST 詠』

## 試聴（公式）
- 蒼い星 （ミュージックビデオ） - YouTube